# أرونا
أرونا (بالإنجليزية: Aruna)‏ هي عازفة بيانو ومغنية مؤلفة وملحنة أمريكية، ولدت في 16 يناير 1981 في فليمنغتون في الولايات المتحدة.

## وصلات خارجية
- أرونا على موقع IMDb (الإنجليزية)
- أرونا على موقع ميوزك برينز (الإنجليزية)
- أرونا على موقع أول ميوزيك (الإنجليزية)
- أرونا على موقع ديسكوغز (الإنجليزية)
- أرونا على موقع ديسكوغز (الإنجليزية)
- الموقع الرسمي